# 紀元前34年
紀元前34年（きげんぜん34ねん）。

## 他の紀年法
- 干支 : 丁亥
- 日本
  - 崇神天皇64年
  - 皇紀627年
- 中国
  - 前漢 : 建昭5年
- 朝鮮
  - 高句麗 : 東明聖王4年
  - 新羅 : 赫居世24年
  - 檀紀2300年
- 仏滅紀元 : 510年
- ユダヤ暦 : 3727年 - 3728年

## できごと

### ローマ
- アウグストゥスはダルマチア、イリュリクム、パンノニアを制定し、一方マルクス・アントニウスはパルティアからアルメニアを奪還した。
- マルクス・アントニウスは2度目の執政官になった。
- 秋 - マルクス・アントニウスは国の東側を、クレオパトラ7世との間の3人の子供、アレクサンダー・ヘリオス、クレオパトラ・セレネ、プトレマイオス2世フィラデルフォスに分け与えた。
- マルクス・アントニウスは、クレオパトラ7世をアレクサンドリアで君主に立てた。